# Discografia dei Foreigner
La seguente è la discografia dei Foreigner, gruppo musicale anglo-statunitense in attività dal 1976.

## Album

### Album in studio
| Anno                                                                                               | Titolo                                                                                                  | Classifiche | Classifiche | Classifiche | Classifiche | Classifiche | Classifiche | Classifiche | Classifiche | Classifiche | Classifiche | Certificazioni                                                             |
| Anno                                                                                               | Titolo                                                                                                  | US          | AUT         | CAN         | GER         | NLD         | NOR         | NZL         | SWE         | SWI         | UK          | Certificazioni                                                             |
| -------------------------------------------------------------------------------------------------- | --- | ----------- | ----------- | ----------- | ----------- | ----------- | ----------- | ----------- | ----------- | ----------- | ----------- | -------------------------------------------------------------------------- |
| 1977                                                                                               | Foreigner - Pubblicazione: 3 marzo 1977 - Etichetta: Atlantic Records - Formati: LP, CD, MC             | 4           | —           | 9           | —           | —           | —           | —           | —           | —           | —           | - CAN: Platino - US: 5× Platino                                            |
| 1978                                                                                               | Double Vision - Pubblicazione: 20 giugno 1978 - Etichetta: Atlantic Records - Formati: LP, CD, MC       | 3           | —           | 3           | —           | —           | —           | 32          | —           | —           | 32          | - CAN: 2x Platino - US: 7× Platino                                         |
| 1979                                                                                               | Head Games - Pubblicazione: 11 settembre 1979 - Etichetta: Atlantic Records - Formati: LP, CD, MC       | 5           | —           | 5           | 39          | —           | —           | 38          | —           | —           | —           | - US: 5× Platino                                                           |
| 1981                                                                                               | 4 - Pubblicazione: 2 luglio 1981 - Etichetta: Atlantic Records - Formati: LP, CD, MC                    | 1           | —           | 2           | 4           | 12          | —           | 19          | 41          | —           | 5           | - CAN: 4x Platino - FRA: Oro - GER: Platino - UK: Argento - US: 6× Platino |
| 1984                                                                                               | Agent Provocateur - Pubblicazione: 7 dicembre 1984 - Etichetta: Atlantic Records - Formati: LP, CD, MC  | 4           | 10          | 3           | 1           | 12          | 1           | 4           | 1           | 1           | 1           | - FRA: Oro - GER: Platino - SWI: Platino - UK: Platino - US: 3× Platino    |
| 1987                                                                                               | Inside Information - Pubblicazione: 8 dicembre 1987 - Etichetta: Atlantic Records - Formati: LP, CD, MC | 15          | —           | 23          | 7           | 26          | 5           | —           | 11          | 7           | 64          | - GER: Oro - SWI: Oro - UK: Argento - US: Platino                          |
| 1991                                                                                               | Unusual Heat - Pubblicazione: 14 giugno 1991 - Etichetta: Atlantic Records - Formati: CD, LP, MC        | 117         | 30          | 50          | 13          | 70          | 18          | —           | 40          | 8           | 56          |                                                                            |
| 1994                                                                                               | Mr. Moonlight - Pubblicazione: 31 ottobre 1994 - Etichetta: Arista Records - Formati: CD, MC            | 136         | —           | 69          | 21          | 60          | —           | —           | —           | 17          | 59          |                                                                            |
| 2009                                                                                               | Can't Slow Down - Pubblicazione: 2 ottobre 2009 - Etichetta: Rhino Entertainment - Formati: CD          | 29          | 58          | —           | 16          | —           | —           | —           | —           | 26          | 105         |                                                                            |
| "—" indica una pubblicazione che non si è classificata o che non è stata pubblicata in quel Paese. | |             |             |             |             |             |             |             |             |             |             |                                                                            |

### Raccolte
| Anno                                                                                               | Titolo                                             | Classifiche | Classifiche | Classifiche | Classifiche | Classifiche | Classifiche | Classifiche | Classifiche | Classifiche | Certificazioni                                       |
| Anno                                                                                               | Titolo                                             | US          | AUT         | GER         | NLD         | NOR         | NZL         | SWE         | SWI         | UK          | Certificazioni                                       |
| -------------------------------------------------------------------------------------------------- | -------------------------------------------------- | ----------- | ----------- | ----------- | ----------- | ----------- | ----------- | ----------- | ----------- | ----------- | ---------------------------------------------------- |
| 1982                                                                                               | Records                                            | 10          | —           | 22          | —           | —           | —           | —           | —           | 58          | - GER: Oro - SWI: Oro - UK: Argento - US: 7x Platino |
| 1992                                                                                               | The Very Best of Foreigner                         | —           | 34          | 23          | 2           | —           | —           | —           | 20          | 19          | - SWI: Oro - UK: Argento                             |
| 1992                                                                                               | The Very Best... and Beyond                        | 123         | —           | —           | —           | —           | 49          | —           | —           | —           | - UK: Oro - US: 2x Platino                           |
| 1998                                                                                               | The Best of Ballads – I Want to Know What Love Is  | —           | —           | 81          | —           | —           | —           | —           | —           | —           |                                                      |
| 1999                                                                                               | The Platinum Collection                            | —           | —           | —           | —           | —           | —           | —           | —           | —           |                                                      |
| 2000                                                                                               | Jukebox Heroes: The Foreigner Anthology            | —           | —           | —           | —           | —           | —           | —           | —           | —           |                                                      |
| 2002                                                                                               | Complete Greatest Hits                             | 80          | —           | —           | —           | —           | —           | —           | —           | —           | - US: Platino                                        |
| 2002                                                                                               | The Definitive                                     | —           | —           | 48          | 71          | 13          | —           | 40          | —           | 33          |                                                      |
| 2004                                                                                               | Hot Blooded and Other Hits                         | —           | —           | —           | —           | —           | —           | —           | —           | —           | - US: Oro                                            |
| 2005                                                                                               | The Essentials                                     | —           | —           | —           | —           | —           | —           | —           | —           | —           |                                                      |
| 2006                                                                                               | Extended Versions                                  | 88          | —           | —           | —           | —           | —           | —           | —           | —           |                                                      |
| 2006                                                                                               | The Definitive Collection                          | —           | —           | —           | —           | —           | —           | —           | —           | —           |                                                      |
| 2007                                                                                               | The Very Best of Toto & Foreigner (Toto/Foreigner) | —           | —           | —           | —           | —           | —           | —           | 84          | —           |                                                      |
| 2008                                                                                               | No End in Sight: The Very Best of Foreigner        | 132         | 23          | 46          | —           | —           | 34          | —           | 64          | —           |                                                      |
| 2012                                                                                               | Juke Box Heroes                                    | —           | —           | —           | —           | —           | —           | —           | —           | —           |                                                      |
| 2014                                                                                               | I Want to Know What Love Is – The Ballads          | —           | —           | 60          | —           | —           | —           | —           | —           | —           |                                                      |
| 2014                                                                                               | The Soundtrack of Summer (Styx/Foreigner)          | 69          | —           | —           | —           | —           | —           | —           | —           | —           |                                                      |
| 2014                                                                                               | The Complete Atlantic Studio Albums 1977–1991      | —           | —           | —           | —           | —           | —           | —           | —           | —           |                                                      |
| "—" indica una pubblicazione che non si è classificata o che non è stata pubblicata in quel Paese. |                                                    |             |             |             |             |             |             |             |             |             |                                                      |

### Album dal vivo
| Anno                                                                                               | Titolo                              | Classifiche | Classifiche |
| Anno                                                                                               | Titolo                              | US          | UK          |
| -------------------------------------------------------------------------------------------------- | ----------------------------------- | ----------- | ----------- |
| 1993                                                                                               | Classic Hits Live/Best of Live      | —           | —           |
| 2006                                                                                               | Extended Versions                   | 88          | —           |
| 2010                                                                                               | Can't Slow Down ... When It's Live! | —           | —           |
| 2012                                                                                               | Alive & Rockin'                     | —           | —           |
| 2014                                                                                               | The Best of 4 & More                | 162         | —           |
| 2016                                                                                               | In Concert: Unplugged               | —           | —           |
| "—" indica una pubblicazione che non si è classificata o che non è stata pubblicata in quel Paese. |                                     |             |             |

## Singoli
| Anno                                                                                               | Singolo                          | Classifiche | Classifiche | Classifiche | Classifiche | Classifiche | Classifiche | Classifiche | Classifiche | Classifiche | Classifiche | Classifiche | Classifiche | Classifiche | Classifiche | Certificazioni              | Album di provenienza                        |
| Anno                                                                                               | Singolo                          | US          | US MR       | US AC       | AUS         | AUT         | CAN         | GER         | IRL         | NLD         | NOR         | NZL         | SWE         | SWI         | UK          | Certificazioni              | Album di provenienza                        |
| -------------------------------------------------------------------------------------------------- | -------------------------------- | ----------- | ----------- | ----------- | ----------- | ----------- | ----------- | ----------- | ----------- | ----------- | ----------- | ----------- | ----------- | ----------- | ----------- | --------------------------- | ------------------------------------------- |
| 1977                                                                                               | Feels Like the First Time        | 4           | —           | —           | 41          | —           | 7           | —           | —           | —           | —           | —           | —           | —           | 39          | - US: Oro                   | Foreigner                                   |
| 1977                                                                                               | Cold as Ice                      | 6           | —           | —           | 32          | —           | 9           | —           | 18          | 10          | —           | —           | —           | —           | 24          | - US: Oro                   | Foreigner                                   |
| 1977                                                                                               | Long, Long Way from Home         | 20          | —           | —           | 70          | —           | 22          | —           | —           | —           | —           | —           | —           | —           | —           |                             | Foreigner                                   |
| 1978                                                                                               | Hot Blooded                      | 3           | —           | —           | 24          | —           | 3           | —           | —           | 46          | —           | —           | —           | —           | 42          | - US: Platino               | Double Vision                               |
| Double Vision                                                                                      | 2                                | —           | —           | 97          | —           | 7           | —           | —           | —           | —           | —           | —           | —           | —           | - US: Oro   |                             | Double Vision                               |
| 1979                                                                                               | Blue Morning, Blue Day           | 15          | —           | —           | —           | —           | 21          | —           | —           | —           | —           | —           | —           | —           | 45          |                             | Double Vision                               |
| 1979                                                                                               | Dirty White Boy                  | 12          | —           | —           | —           | —           | 14          | —           | —           | —           | —           | —           | —           | —           | —           |                             | Head Games                                  |
| 1979                                                                                               | Head Games                       | 14          | —           | —           | —           | —           | 14          | —           | —           | —           | —           | —           | —           | —           | —           |                             | Head Games                                  |
| 1979                                                                                               | Love on the Telephone            | —           | —           | —           | —           | —           | —           | —           | —           | 34          | —           | —           | —           | —           | —           |                             | Head Games                                  |
| 1980                                                                                               | Women                            | 41          | —           | —           | —           | —           | 82          | —           | —           | —           | —           | —           | —           | —           | —           |                             | Head Games                                  |
| 1981                                                                                               | Urgent                           | 4           | 1           | —           | 24          | —           | 1           | 12          | —           | —           | —           | —           | 20          | 84          | 45          |                             | 4                                           |
| 1981                                                                                               | Waiting for a Girl Like You      | 2           | 1           | 5           | 3           | 16          | 2           | 29          | 9           | 13          | —           | 10          | —           | —           | 8           | - UK: Argento - US: Platino | 4                                           |
| 1982                                                                                               | Juke Box Hero                    | 26          | 3           | —           | 53          | —           | 39          | 24          | —           | —           | —           | —           | —           | 87          | 48          | - US: Platino               | 4                                           |
| 1982                                                                                               | Night Life (airplay)             | —           | 14          | —           | —           | —           | —           | —           | —           | —           | —           | —           | —           | —           | —           |                             | 4                                           |
| 1982                                                                                               | Break It Up                      | 26          | —           | —           | —           | —           | —           | —           | —           | —           | —           | —           | —           | —           | —           |                             | 4                                           |
| 1982                                                                                               | Luanne                           | 75          | —           | —           | —           | —           | —           | —           | —           | —           | —           | —           | —           | —           | —           |                             | 4                                           |
| 1984                                                                                               | I Want to Know What Love Is      | 1           | 1           | 3           | 1           | 7           | 1           | 3           | 1           | 5           | 1           | 1           | 1           | 2           | 1           | - UK: Platino - US: Platino | Agent Provocateur                           |
| 1985                                                                                               | That Was Yesterday               | 12          | 4           | 24          | 55          | —           | 24          | 31          | 13          | 19          | —           | —           | —           | 29          | 28          |                             | Agent Provocateur                           |
| 1985                                                                                               | Tooth and Nail (airplay)         | —           | 47          | —           | —           | —           | —           | —           | —           | —           | —           | —           | —           | —           | —           |                             | Agent Provocateur                           |
| 1985                                                                                               | Reaction to Action               | 54          | 44          | —           | —           | —           | —           | —           | —           | —           | —           | —           | —           | —           | —           |                             | Agent Provocateur                           |
| 1985                                                                                               | Growing Up the Hard Way          | —           | —           | —           | —           | —           | —           | —           | —           | —           | —           | —           | —           | —           | —           |                             | Agent Provocateur                           |
| 1985                                                                                               | Down on Love                     | 54          | —           | —           | —           | —           | —           | —           | —           | —           | —           | —           | —           | —           | —           |                             | Agent Provocateur                           |
| 1987                                                                                               | Say You Will                     | 6           | 1           | —           | 6           | —           | 13          | 22          | —           | 12          | 4           | —           | —           | 20          | 71          |                             | Inside Information                          |
| 1988                                                                                               | I Don't Want to Live Without You | 5           | 18          | 1           | 21          | —           | 18          | —           | 29          | 16          | —           | —           | —           | —           | 91          |                             | Inside Information                          |
| 1988                                                                                               | Heart Turns to Stone             | 56          | 7           | —           | —           | —           | —           | —           | —           | —           | —           | —           | —           | —           | —           |                             | Inside Information                          |
| 1988                                                                                               | Can't Wait (airplay)             | —           | 18          | —           | —           | —           | —           | —           | —           | —           | —           | —           | —           | —           | —           |                             | Inside Information                          |
| 1991                                                                                               | Lowdown and Dirty                | —           | 4           | —           | —           | —           | 50          | —           | —           | —           | —           | —           | —           | —           | —           |                             | Unusual Heat                                |
| 1991                                                                                               | I'll Fight For You               | —           | 42          | —           | —           | —           | —           | —           | —           | —           | —           | —           | —           | —           | —           |                             | Unusual Heat                                |
| 1992                                                                                               | With Heaven on Our Side          | —           | —           | —           | —           | —           | 85          | —           | —           | —           | —           | —           | —           | —           | —           |                             | The Very Best... and Beyond                 |
| 1993                                                                                               | Soul Doctor                      | —           | 5           | —           | —           | —           | 48          | —           | —           | —           | —           | —           | —           | —           | —           |                             | The Very Best... and Beyond                 |
| 1994                                                                                               | White Lie                        | —           | —           | —           | —           | —           | —           | 51          | —           | —           | —           | —           | —           | —           | 58          |                             | Mr. Moonlight                               |
| 1995                                                                                               | Until the End of Time            | 42          | —           | 8           | —           | —           | 13          | —           | —           | —           | —           | —           | —           | —           | 86          |                             | Mr. Moonlight                               |
| 1995                                                                                               | Rain                             | —           | —           | —           | —           | —           | —           | 84          | —           | —           | —           | —           | —           | —           | —           |                             | Mr. Moonlight                               |
| 1995                                                                                               | All I Need To Know               | —           | —           | —           | —           | —           | 36          | —           | —           | —           | —           | —           | —           | —           | —           |                             | Mr. Moonlight                               |
| 1996                                                                                               | Under the Gun                    | —           | 28          | —           | —           | —           | 55          | —           | —           | —           | —           | —           | —           | —           | —           |                             | Mr. Moonlight                               |
| 2008                                                                                               | Too Late                         | —           | —           | —           | —           | —           | —           | —           | —           | —           | —           | —           | —           | —           | —           |                             | No End in Sight: The Very Best of Foreigner |
| 2009                                                                                               | When It Comes to Love            | —           | —           | 19          | —           | —           | —           | —           | —           | —           | —           | —           | —           | —           | —           |                             | Can't Slow Down                             |
| 2010                                                                                               | Can't Slow Down                  | —           | —           | —           | —           | —           | —           | —           | —           | —           | —           | —           | —           | —           | —           |                             | Can't Slow Down                             |
| 2010                                                                                               | In Pieces                        | —           | —           | 21          | —           | —           | —           | —           | —           | —           | —           | —           | —           | —           | —           |                             | Can't Slow Down                             |
| "—" indica una pubblicazione che non si è classificata o che non è stata pubblicata in quel Paese. |                                  |             |             |             |             |             |             |             |             |             |             |             |             |             |             |                             |                                             |